# Kolokol
 (février 2024).
Kolokol (en russe : Колокол, « La Cloche ») est un journal d'inspiration socialiste libertaire et révolutionnaire publié par Alexandre Herzen et Nicolas Ogarev de 1857 à 1865, et visant essentiellement la cause populaire russe.
Ce journal a été une source particulière d'indignation en Europe. Publié à Londres, en Angleterre (1857-65) et à Genève (1865-67), il rassemble de nombreux cas d'horribles abus physiques, émotionnels et sexuels des serfs par les propriétaires terriens. 
Fondé à Londres, la rédaction s'établira par la suite à Paris sous l'impulsion de Michel Bakounine, qui y collabora et relancera le journal pour une brève période après 1865.